# 螢田駅
螢田駅（ほたるだえき）は、神奈川県小田原市蓮正寺にある、小田急電鉄小田原線の駅である。駅番号はOH 45。

## 歴史

### 年表
- 1952年（昭和27年）4月1日：開設。各停・準急の停車駅となる。
- 1960年（昭和35年）3月25日：通勤準急新設、停車駅となる。
- 1964年（昭和39年）11月5日：通勤準急廃止。
- 1983年（昭和58年）3月22日：一部急行停車開始。
- 2008年（平成20年）3月15日：新松田駅以西に準急が乗り入れなくなったため準急の停車駅から外れる。
- 2014年（平成26年）1月：OH 45の駅ナンバリング導入、使用開始[1]。
- 2018年（平成30年）3月17日：小田原駅 - 本厚木駅間で各駅に停車する急行について、新松田で各停から急へに種別変更する形態となるため、停車駅より除外[2]。また、当駅より箱根登山線への直通列車廃止。

### 駅名の由来
古来よりこの地域は「螢」の名所であったことから「螢田」と名付けられた。当初はこの付近の地名より「蓮正寺（れんしょうじ）」とする予定もあったが、採用されなかった。

## 駅構造
相対式ホーム2面2線を有する地上駅。東西両ホームに別々の改札口が置かれており、両ホームは跨線橋で連絡している。東口は終日、西口は時間帯により駅員無配置となる。当駅を含む開成駅 - 小田原駅間途中4駅はホーム有効長が120 m（20 m車6両分）であり、10両編成列車は当駅に停まることが出来ない。
2015年度（平成27年度）には、隣駅の富水駅・足柄駅と併せて開成駅・栢山駅も含め行先案内表示器新設が計画されており 同年度に改札口付近に新設された。トイレは2番ホーム西口側付近にある。

### のりば
| ホーム | 路線     | 方向 | 行先                          |
| ------ | -------- | ---- | ----------------------------- |
| 1      | 小田原線 | 下り | 小田原・箱根湯本方面          |
| 2      | 小田原線 | 上り | 相模大野・新宿・ 千代田線方面 |

## 利用状況
2024年度（令和6年度）の1日平均乗降人員は5,617人である）小田急線内全70駅中68位）。
小田原市総合文化体育館・小田原アリーナの最寄駅であるため、施設利用者乗降も多いものの、足柄駅、南新宿駅に次いで3番目に少ない駅となっている。
近年の1日平均乗降・乗車人員の推移は以下の通り。
| 年度               | 1日平均 乗降人員 | 1日平均 乗車人員 | 出典     |
| ------------------ | ---------------- | ---------------- | -------- |
| 1995年（平成07年） |                  | 3,328            | [ * 1 ]  |
| 1998年（平成10年） |                  | 3,187            | [ * 2 ]  |
| 1999年（平成11年） |                  | 3,062            | [ * 3 ]  |
| 2000年（平成12年） |                  | 3,026            | [ * 3 ]  |
| 2001年（平成13年） |                  | 2,931            | [ * 4 ]  |
| 2002年（平成14年） |                  | 2,863            | [ * 5 ]  |
| 2003年（平成15年） | 5,724            | 2,897            | [ * 6 ]  |
| 2004年（平成16年） | 5,646            | 2,933            | [ * 7 ]  |
| 2005年（平成17年） | 5,672            | 2,944            | [ * 8 ]  |
| 2006年（平成18年） | 5,647            | 2,934            | [ * 9 ]  |
| 2007年（平成19年） | 5,691            | 2,940            | [ * 10 ] |
| 2008年（平成20年） | 5,850            | 3,014            | [ * 11 ] |
| 2009年（平成21年） | 5,816            | 2,990            | [ * 12 ] |
| 2010年（平成22年） | 5,862            | 3,001            | [ * 13 ] |
| 2011年（平成23年） | 5,879            | 3,001            | [ * 14 ] |
| 2012年（平成24年） | 6,082            | 3,104            | [ * 15 ] |
| 2013年（平成25年） | 6,293            | 3,212            | [ * 16 ] |
| 2014年（平成26年） | 6,207            | 3,155            | [ * 17 ] |
| 2015年（平成27年） | 6,241            | 3,172            | [ * 18 ] |
| 2016年（平成28年） | 6,428            | 3,262            | [ * 19 ] |
| 2017年（平成29年） | 6,283            | 3,184            | [ * 20 ] |
| 2018年（平成30年） | 6,246            | 3,164            | [ * 21 ] |
| 2019年（令和元年） | 6,059            | 3,081            | [ * 22 ] |
| 2020年（令和02年） | 4,762            |                  |          |
| 2021年（令和03年） | 5,075            |                  |          |
| 2022年（令和04年） | 5,416            |                  |          |
| 2023年（令和05年） | 5,575            |                  |          |
| 2024年（令和06年） | 5,617            |                  |          |

## 駅周辺
西口に小さな駅前広場がある。
- 蛍田駅前郵便局
- さがみ信用金庫 螢田支店
- コウエイ工業ボクシングジム
- 小田原市立泉中学校
- 小田原市立東富水小学校
- 神奈川県立小田原支援学校
- 小田原市総合文化体育館・小田原アリーナ
- 酒匂川
- 城北タウンセンターいずみ住民窓口

### バス路線
以前は東口道路上のバス停より箱根登山バスが発着していたが、2022年（令和4年）4月3日限りで全廃された。
最終の運行形態は、小田原駅東口 - 栢山駅（箱根登山バス）であった。
それ以前には、関本（大雄山駅） - 塚原 - 狩川橋・小田原駅東口（※平日2本のみ）運行（※2021年4月2日廃止）もあった。

## 隣の駅
小田急電鉄
 小田原線

■快速急行・■急行
通過
■各駅停車
富水駅 (OH 44) - 螢田駅 (OH 45) - 足柄駅 (OH 46)